# Ruhrlade
Die Ruhrlade war eine Interessenvereinigung der zwölf einflussreichsten Ruhrindustriellen. Sie existierte von 1928 bis 1939.

## Geschichte

### Gründung und Aktivitäten
Dieser informelle und hoch exklusive Zirkel wurde im Januar 1928 von Paul Reusch gegründet, der in vielen Vorständen und Aufsichtsräten der rheinischen Schwerindustrie saß. Alle Großunternehmen des Ruhrgebiets waren durch ein oder zwei Mitglieder vertreten. Sprachrohr war die Deutsche Allgemeine Zeitung, die von der Ruhrlade finanziert wurde. Als Mittelsmann zu den politischen Parteien fungierte Martin Blank.
Die Existenz der Ruhrlade wurde geheim gehalten. Man traf sich einmal monatlich zum wirtschaftlichen und politischen Meinungsaustausch in geselliger Runde und organisierte Spenden in Höhe von jährlich bis zu 1,5 Millionen Reichsmark, die an die bürgerlichen Parteien gingen (DDP, Zentrumspartei, DVP und DNVP). Die Ruhrlade versuchte mehrfach, diese Parteien in einer bürgerlichen Sammlungsbewegung zu vereinen, was aber scheiterte.
Damals kursierten Gerüchte über einen „Ruhrschatz“ der Schwerindustrie, die bis in die wissenschaftliche Literatur vorgedrungen sind.
Die Mitglieder luden sich stolz reihum in ihre Stadthäuser und Landgüter ein, wo sie nach adligem Vorbild Jagden veranstalteten.
In der sogenannten „Kleinen Ruhrlade“ (auch: „Junge Ruhrlade“) versammelten sich jüngere Industrielle, besonders die Söhne und persönlichen Referenten der führenden Industriellen. August Heinrichsbauer fungierte als eine Art Geschäftsführer der „Kleinen Ruhrlade“. Als Friedrich Glum der Kleinen Ruhrlade seine Ansichten vorstellte, fand er nach seinen Worten dort wenig Resonanz, weil die „junge Generation [sich] bereits ziemlich geschlossen [...] auf dem Abmarsch zu Hitler befand“.

### Haltung gegenüber der NSDAP
Die Haltung zur NSDAP war in der Ruhrlade umstritten. Fritz Thyssen unterstützte die Nationalsozialisten bereits seit 1923, während Paul Reusch und Paul Silverberg, der jüdischer Abstammung war, den Nationalsozialisten kritisch gegenüberstanden. Während des Wahlkampfs vor der Reichstagswahl im September 1930 agitierten einige Mitglieder der Ruhrlade gegen die vermeintlich „sozialistischen“ Parolen der NSDAP. Sie befürchteten sogar, die NSDAP würde eine Koalition mit SPD und KPD eingehen, und verlangten deshalb für ihre finanzielle Unterstützung für Alfred Hugenbergs DNVP dessen Zusage, nicht mit den Nationalsozialisten zusammenzuarbeiten.
Spenden der Ruhrlade flossen ab 1931 an einzelne Nationalsozialisten, namentlich Hermann Göring, Walther Funk und Gregor Strasser. Diese persönlichen Spenden an vermeintlich „vernünftigere“ und „gemäßigtere“ Parteimitglieder sollten eine Rückversicherung gegen die weiterhin bestehenden sozialrevolutionären und radikalantisemitischen Strömungen in der Partei darstellen, wie sie sich etwa in der SA und in der NSBO zeigten. Groß war die Sympathie für Franz von Papen, den Reichspräsident Paul von Hindenburg im Juli 1932 überraschend zum Reichskanzler ernannte und den die Ruhrlade schon vorher subventioniert hatte. Vor allem Papens Putsch gegen die preußische Staatsregierung (Preußenschlag) erfreute die Industriellen. Bis in den Januar 1933 hinein hoffte man, dass es Papen gelingen würde, die Nationalsozialisten zu „zähmen“ und in eine Koalition unter seiner Führung zu zwingen. Großen Einfluss konnte die Ruhrlade in diesen entscheidenden Monaten vor der Machtübergabe aber nicht mehr nehmen, da sie aufgrund der durch die Gelsenkirchenaffäre verursachten internen Konflikte seit Sommer 1932 nicht mehr regelmäßig zusammentraf.

### Im Dritten Reich
1935 traten Hermann Bücher, Carl Friedrich von Siemens und Carl Bosch der Ruhrlade bei. Im Dritten Reich übernahmen allmählich andere Organisationen, wie der aus 7 führenden Männern der Stahlindustrie bestehende „Kleine Kreis“, die wirtschaftliche Funktionen, die Ruhrlade reduzierte sich auf ihren ursprüngliche Aufgabe als Klub. Mit dem Kriegsbeginn 1939 wurden die gemeinsamen Treffen eingestellt.
Fritz Thyssen war zwar der anfänglich stärkste Befürworter einer Diktatur in der Ruhrlade, wandte sich aber im August 1939 gegen Hitlers Kriegskurs, vor allem den sich abzeichnenden Krieg gegen Frankreich und gegen England, und musste deshalb emigrieren. Er wurde Ende 1940 in Frankreich verhaftet und in mehreren KZs interniert. Albert Vögler beging im April 1945 vor den heranrückenden amerikanischen Truppen Selbstmord.

## Mitglieder (alphabetische Folge)
- Erich Fickler, Harpener Bergbau AG
- Karl Haniel, Franz Haniel & Cie., Gutehoffnungshütte
- Peter Klöckner, Klöckner-Werke
- Arthur Klotzbach, Friedrich Krupp AG
- Gustav Krupp von Bohlen und Halbach, Friedrich Krupp AG
- Ernst Poensgen, Vereinigte Stahlwerke
- Paul Reusch, Gutehoffnungshütte
- Paul Silverberg, Rheinbraun
- Fritz Springorum, Hoesch AG
- Fritz Thyssen
- Albert Vögler, Vereinigte Stahlwerke
- Fritz Winkhaus, Hoesch AG

## Bewertung
Der industrienahe Wirtschaftsjournalist Gert von Klass schrieb, dass sich um die Ruhrlade ein „Legendenkranz“ gebildet hat. Der Phantasie befeuernde Name, die Mystik der Inszenierung, das geheime Gespräche in einer Privatwohnung ohne Protokolle, führte dazu, dass der Ruhrlade vielfach das Motiv einer „Verschwörung“ unterstellt wurde. In Wirklichkeit ging es der Ruhrlade nach Klass um die „geschlossene Stoßkraft eines auf sich eingeschworenen Unternehmertums, das einen gemeinsamen Weg erkennt“.